# Morgan York
Dianne Elizabeth York (Burbank, Los Ángeles, California; 18 de enero de 1993), más conocida como Morgan York, es una actriz, cantante, compositora y escritora estadounidense, reconocida principalmente por interpretar a Lulu en The Pacifier.
Las películas más famosas de York fueron Doce en casa y Doce fuera de casa, donde compartió créditos con Steve Martin, Piper Perabo, Tom Welling, Hilary Duff, entre otros.

## Carrera profesional
York apareció en un comercial del termómetro de oído ThermoScan a sus ocho meses de edad. A la edad de 8 años consiguió un agente y comenzó a asistir a audiciones y constantemente recibía llamadas. Su primer papel en el cine fue en el 2003, cuando interpretó a Kim Baker en la exitosa película Más barato por docena. En 2004, se dirigió a Toronto para actuar en la película The Pacifier, en el papel de Lulu Plummer, la cual se estrenó en 2005. En 2005 regresó nueva vez a Toronto a grabar la película Más barato por docena 2. En 2006 al 2010 York apareció en 11 episodios de la serie de Disney Hanna Montana.
York publicó en su blog que dejó de actuar en 2010 después de terminada la producción de la cuarta temporada de Hanna Montana. Ella indicó que no volverá a actuar en el futuro.

## Vida personal
York nació en Burbank, Los Ángeles, California, tiene dos hermanos, Wendy (nacida en 1995) y Thomas (nacido en 1999). York vivió en Studio City hasta que su familia se trasladó a la ciudad de Nueva York en 1997, donde vivió hasta el 2000. En ese momento, ella se acercó a su prima segunda, Margaret. Actualmente vive en Sherman Oaks, California. En su tiempo libre, York le gusta jugar videojuegos, leer y realizar teatro creativo. Ella es también una escritora que experimenta con poesía, obras de teatro, guiones y está trabajando actualmente en su primer libro.

## Filmografía
| Películas y Series de Televisión | Películas y Series de Televisión | Películas y Series de Televisión | Películas y Series de Televisión |
| Año                              | Título                           | Rol                              | Notas                            |
| -------------------------------- | -------------------------------- | -------------------------------- | -------------------------------- |
| 2003                             | Más barato por docena            | Kimberly "Kim" Baker             | "Doce en casa"                   |
| 2004                             | La práctica                      | Melissa Stewart                  | "Va a casa (Parte 1)"            |
| 2004                             | La vida con Bonnie               | Christine                        | "Atrévete a ser diferente"       |
| 2005                             | Niñera a prueba de balas         | Lulu Plummer                     | "Un Canguro Superduro"           |
| 2005                             | Más barato por docena 2          | Kimberly "Kim" Baker             | "Doce fuera de casa"             |
| 2006-2010                        | Hannah Montana                   | Sarah                            | 11 Episodios                     |

## Discografía
Álbumes de estudio
- 2007: I'm Morgan
- 2008: I'm Sarah

Extended Play
- 2006: Animal